# Lazzaro Bastiani

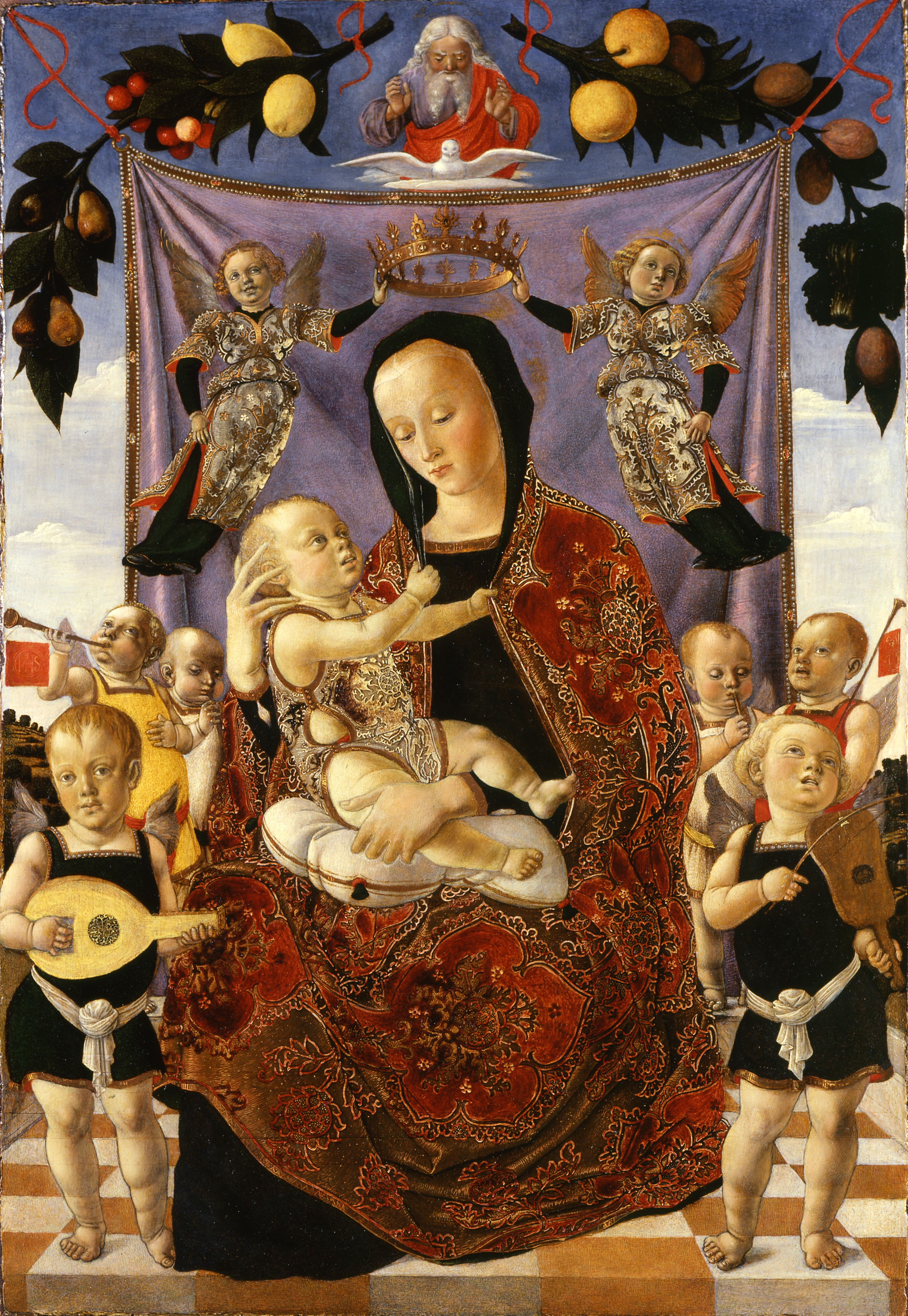
Mare de Déu de la Humilitat (1470) Milà

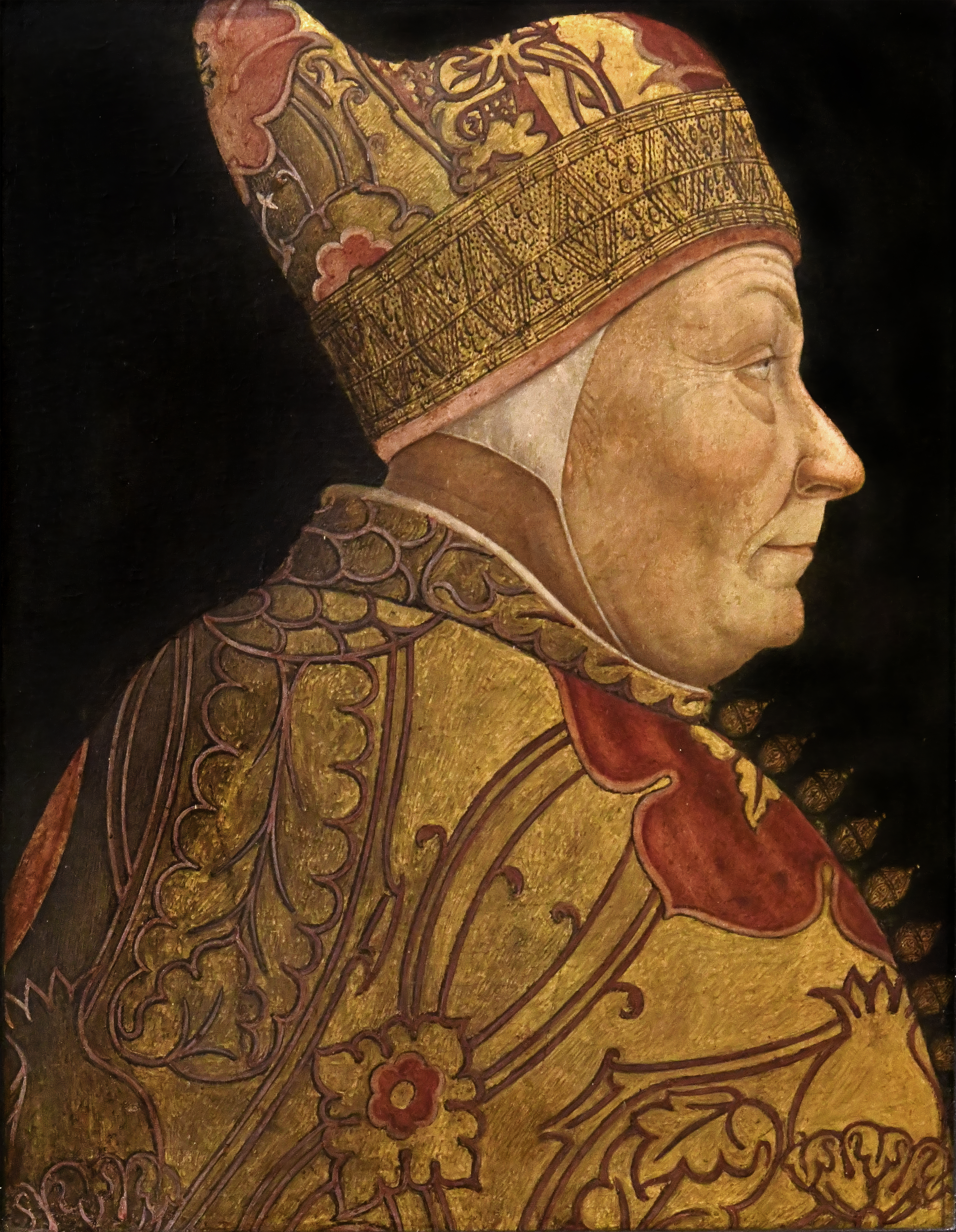
Retrat del dux Francesco Foscari, Museu Correr, Venècia

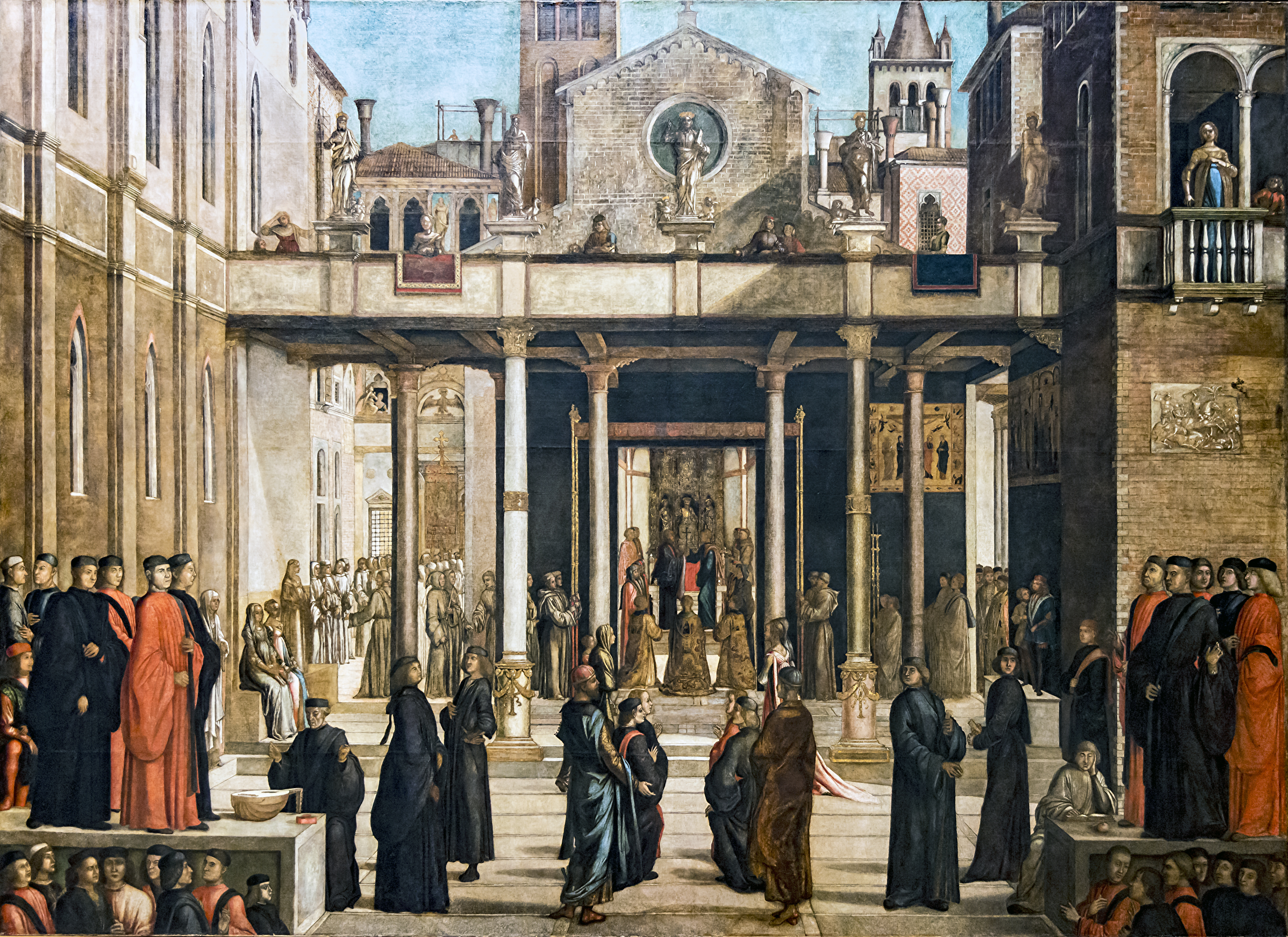
La relíquia de la Veracruz és ofrenada a la Scuola Grande de San Giovanni Evangelista, Galeria de l'Acadèmia de Venècia

Lazzaro Bastiani (Pàdua, circa 1429 - Venècia, 5 d'abril de 1512), va ser un pintor italià del Renaixement.

## Biografia
Va néixer a Pàdua, ciutat on està documentada la seva activitat com a pintor el 1449. L'any 1460 es troba treballant a Venècia, en concret a l'església de San Samuele.
Sembla que es va formar com a artista en el taller d'Antonio Vivarini, encara que és evident la influència d'Andrea del Castagno a les seves primeres obres, que comprèn una sèrie de pintures realitzades de la dècada dels seixanta. Bastiani presta gran atenció al disseny i la perspectiva, amb gust pel detall: el mosaic signat de Sant Sergi, de la Basílica de Sant Marc (Venècia), l'Arcàngel Gabriel del Museu Cívico de Pàdua o la Pietà de l'església veneciana de San Antonino, serien bons exemples d'aquest període.
El 1470 es va convertir en membre de la Scuola di San Girolamo, per a la que va pintar algunes obres ara conservades a l'Acadèmia de Venècia. Cap a 1480 va treballar al costat de Gentile Bellini en la decoració de la Scuola Grande de San Marco. També va realitzar (1494) un dels teleri destinats a decorar la Scuola Grande de San Giovanni Evangelista, participant així en un dels encàrrecs de prestigi de l'època.
Va ser al costat de Giovanni Bellini i Vittore Carpaccio l'any 1508 encarregat de taxar el valor del treball que Giorgione havia realitzat al fresc al Fondaco dei Tedeschi.
Bastiani va formar part de la facció més conservadora de l'Escola veneciana de pintura, junt amb d'un nucli d'artistes enganxat a l'estil quatrecentista tradicional, la figura més destacada era el major dels germans Bellini, Gentile. Entre els seus alumnes figuren artistes que mantindrien aquest esperit de caràcter immobilista i poc obert als nous corrents artístics: Vittore Carpaccio, Benedetto Diana i Pietro degli Ingannati.

## Obres destacades
- Retrat del dux Francesco Foscari (1457-1460, Museu Correr, Venècia)
- Sant Gabriel Arcàngel (c. 1460, Museu Civico de Pàdua)
- Pietà (c. 1460, San Antonino, Venècia)
- Mare de Déu de la Humilitat (1470, Museu Poldi Pezzoli, Milà)
- Història de David (1470, Scuola Grande de San Marco de Venècia), obra destruïda el 1485.
- Comunió de Sant Jeroni (1470-1472, Galeria de l'Acadèmia de Venècia)
- Funeral de Sant Jeroni (1470-1472, Galeria de l'Acadèmia de Venècia)
- Santa Veneranda entronitzada(1470-1475, Galeria de l'Acadèmia de Venècia)
- Adoració dels Reis Mags (1470-1479, Frick Collection, Nova York)
- La relíquia de la Veracruz és ofrenada a la Scuola Grande de San Giovanni Evangelista (1494, Galeria de l'Acadèmia de Venècia)
- Mare de Déu amb l'Infant en un marc pintat (Staatliche Museen, Berlín)
- Sant Jeroni i un donant (Museu Diocesà, Milà)